# Osomatsu-kun
Osomatsu-kun (jap. おそ松くん) ist eine Mangaserie von Fujio Akatsuka, die von 1962 bis 1969 in Japan erschien. Die Shōnen- und Slapstick-Serie wurde sowohl in den 1960er Jahren als auch in den 1980er Jahren als Anime-Fernsehserie verfilmt. 1985 kam ein Fernseh-Realfilm-Special zur Serie heraus und 1993 erschien eine Manga-Kurzgeschichte. Eine Fortsetzung in Form einer Fernsehserie folgte mit Osomatsu-san ab Herbst 2015.

## Inhalt
Die Serie dreht sich um die Sechslinge der Familie Matsuno (松野). Die zehnjährigen gehen in die fünfte Klasse und sorgen für allerhand Ärger für ihre Eltern Matsuzō (松造) und Matsuyo (松代) und in der Nachbarschaft. Der „älteste“, Osomatsu (おそ松, von お粗末, jap. für „grobschlächtig“), ist der beste Kämpfer und spielt oft den Anführer der sechs Geschwister. Karamatsu (カラ松, von 唐松, jap. für Lärche) ist wankelmütig, aber immer ordentlich und gepflegt. Der kluge Choromatsu (チョロ松, von ちょろい, jap. für „kinderleicht“) heckt oft etwas gemeinsam mit Osomatsu aus. Ichimatsu (一松, von 市松模様, jap. für Schachbrettmuster) ist ehrlich und stark; der fünfte Bruder Jūshimatsu (十四松, von 十姉妹, jap. für Japanisches Mövchen) ist sehr nett und freundlich. Der sorglose Todomatsu (トド松, von 椴松, jap. für Sachalin-Tanne) ist der „jüngste“ der Sechs. In ihrer Nachbarschaft leben der aufdringliche und boshafte Iyami, der stets behauptet aus Frankreich zu kommen, der kleine Chibita, der oft als Rivale der Sechslinge auftritt, der bis auf seinem im Kopf steckende Flagge recht normale Hatabō, der dicke tierliebe Dekapan, der stets nur eine riesige gestreifte Hose trägt, und der gefräßige Dayōn, der über einen riesigen Mund verfügt. Außerdem lebt Totoko in der Nachbarschaft, Tochter von Fischhändlern, in die die Sechslinge verliebt sind und um die sie sich streiten.

## Manga-Veröffentlichung
Der Manga erschien von 1962 bis 1969 im Magazin Weekly Shōnen Sunday des Verlags Shogakukan. Die Sammelband-Ausgabe erreichte 34 Bände und die Serie wurde mehrfach parallel oder erneut veröffentlicht: im Shōgaku Ichinensei (1966–1967), Boy’s Life (1966), Shōnen King (1972–1973), Comic BonBon (1987–1990) und Monthly TV Magazine.

## Anime-Adaption
Bei Studio Zero entstand 1966 unter der Regie von Makoto Nagasawa und Hiroe Mitsunobu erstmals eine Anime-Umsetzung des Stoffes. Die Drehbücher schrieben Fujio Akatsuka und Kon Kitagawa, während Nagasawa auch für das Charakterdesign verantwortlich war. Die 57 Folgen der Serie wurden vom 5. Februar 1966 bis zum 25. März 1967 von MBS gezeigt.
Eine Neuverfilmung des Mangas wurde 1988 von Studio Pierrot produziert. Regie führte Akira Shigino und als Produzenten waren Kenji Shimizu und Kyotaro Kimura verantwortlich. Das Serienkonzept stammt von Hiroyuki Hoshiyama und die künstlerische Leitung lag erst bei Shichirō Kobayashi und dann Setsuki Ishizu. Die 86 Folgen wurden von Fuji TV vom 13. Februar 1988 bis zum 23. Dezember 1989 gezeigt. Im März 1989 wurde als Ergänzung zur Serie der Fernsehfilm Osomatsu-kun: Suika no Hoshi kara Konnichiwa zansu! ausgestrahlt.
Seit Oktober 2015 ist im japanischen Fernsehen die Fortsetzung Osomatsu-san zu sehen, die deutsch untertitelt als Mr. Osomatsu auch auf Crunchyroll gestreamt wird.

### Synchronisation
| Rolle      | japanischer Sprecher (Seiyū) 1966 | Sprecher 1988             |
| ---------- | --------------------------------- | ------------------------- |
| Osomatsu   | Midori Katō                       | Yō Inoue                  |
| Karamatsu  | Fuyumi Shiraishi                  | Mari Mashiba              |
| Choromatsu | Keiko Yamamoto                    | Rica Matsumoto            |
| Ichimatsu  | Haruko Kitahama                   | Mari Yokō, Rica Matsumoto |
| Jūshimatsu | Mie Azuma                         | Naoko Matsui              |
| Todomatsu  | Haruko Kitahama                   | Megumi Hayashibara        |
| Iyami      | Kyōji Kobayashi                   | Kaneta Kimotsuki          |
| Chibita    | Kazue Tagami, Kazuko Sawada       | Mayumi Tanaka             |
| Hatabō     | Takako Sasuga                     | Mari Mashiba              |
| Dekapan    | Takuzō Kamiyama, Setsuo Wakui     | Tōru Ōhira                |
| Dayōn      | Hiroshi Ōtake                     | Takuzō Kamiyama           |
| Totoko     | Fuyumi Shiraishi, Junko Hori      | Naoko Matsui              |

### Musik
Die Musik zur ersten Serie komponierte Urahito Watanabe. Für Vor- und Abspann der Folgen wurden die beiden Lieder Osomatsu-kun no Uta (おそ松くんのうた) und Osomatsu-kun no Uta 2 (おそ松くんのうた2) verwendet. Der Text beider Titel stammt von Fujio Akatsuka, die Musik von Urato Watanabe bzw. Keitarō Miho und gesungen wurden sie von den Synchronsprechern der Serie.
In den 1980er Jahren wurde Yusuke Honma verpflichtet. Der Vorspann wurde unterlegt mit Seichō Osomatsu Setsu (正調 おそ松節), dessen Text von Yasushi Akimoto geschrieben wurde. Die Musik stammt von Akira Mitake und Kōji Ryūzaki. Der Abspanntitel ist Osomatsu-kun Ondō (おそ松くん音頭), geschrieben von Yukinojō Mori, komponiert von Daigiburō Nakayama und arrangiert von Kōji Ryūzaki. Beide Lieder wurden gesungen von Takashi Hosokawa.

## Videospiel
Sega entwickelte auf Basis des Mangas ein Videospiel für die Konsole Mega Drive. Es erschien am 24. Dezember 1988 unter dem Titel Osomatsu-kun: Hachamecha Gekijō (おそ松くん はちゃめちゃ劇場).

## Rezeption
1964 wurde Akatsuka für Osomatsu-kun mit dem 10. Shōgakukan-Manga-Preis ausgezeichnet. Manga wie Anime waren in Japan bei ihrer kindlichen und jugendlichen Zielgruppe sehr beliebt, wurden jedoch von Elternvertretern scharf kritisiert als „eine der schlimmsten je produzierten Sendungen“. Es wurde befürchtet, Kinder würden die gezeigten, meist gefährlichen Taten nachahmen. Auch die Neuverfilmung der 1980er Jahre war populär und erreichte eine Einschaltquote von 20 %. Die Anime Encyclopedia vergleicht den Humor von Osomatsu-kun mit dem jüngeren, international bekannteren Crayon Shin-chan.
Frederik L. Schodt zählt die Serie zu den Klassikern des Gag-Manga-Genres. Jonathan Clements nennt den Anime als Teil einer größeren inhaltlichen Vielfalt im Medium in der zweiten Hälfte der 1960er Jahre. Osomatsu-kun sei zwar nicht die erste Comedy-Serie, aber die erste ohne fantastische Elemente und gegründet im japanischen Alltag.